# Evilive
Evilive è il primo album registrato dal vivo del gruppo punk The Misfits, uscito nel 1982 e in versione rimasterizzata nel 1987. L'ultima canzone (We Are 138) vede la partecipazione straordinaria di Henry Rollins.

## Tracce
Testi e musiche di Glenn Danzig.
1. 20 Eyes – 1:55
2. Night of the Living Dead – 1:43
3. Astro Zombies – 2:03
4. Horror Business – 2:05
5. London Dungeon – 2:14
6. Nike a Go Go – 3:22
7. Hatebreeders – 2:39
8. Devil's Whorehouse – 1:40
9. All Hell Breaks Loose – 1:33
10. Horror Hotel – 1:12
11. Ghouls Night Out – 1:42
12. We Are 138 – 1:26

## Formazione
- Glenn Danzig - voce
- Jerry Only - basso
- Doyle - chitarra
- Arthur Googy - batteria

Altri musicisti
- Henry Rollins - voce in We Are 138